# Frontul de Răsărit (Primul Război Mondial)
Frontul de răsărit a fost teatrul de război al primului război mondial din Europa Centrală și Răsăriteană. Termenul este în contrast cu acela frontul de vest. În ciuda separării geografice, evenimentele de pe cele două teatre de luptă s-au influențat puternic între ele.
Geografia răsăritului Europei a jucat în general un rol cheie în modul de desfășurare a luptelor pe fontul de răsărit. Strict din punct de vedere geografic, fronturile de vest și de răsărit erau foarte asemănătore, diferența principală fiind nivelul dezvoltării economice. În vreme ce Belgia și nordul Franței erau printre cele mai puternic dezvoltate regiuni industriale din acea vreme, Europa Răsăriteană era mult mai puțin dezvoltată.
Mai mult, lungimea frontului răsăritean era mult mai mare decât cea a frontului apusean. Teatrul de război era delimitat în linii mari de Marea Baltică (vest), Moscova (est), adică aproximativ 1.200 de kilometri, Petrograd (nord), Marea Neagră (sud), aproximativ 1.600 de kilometri. Această întindere uriașă a avut un efect hotărâtor asupra caracterului luptelor. În vreme ce luptele de pe frontul de vest s-au desfășurat în principal în tranșee, liniile frontului de est erau mult mai mobile, iar tranșeele nu au fost folosite foarte mult. Lungimea foarte mare a frontului făcea ca densitatea de soldați pe kilometru să fie relativ scăzută, ceea ce făcea posibilă ruperea cu relativă ușurința a liniilor atacate. Odată liniile frontului rupte, sistemele de comunicație insuficient dezvoltate făcea foarte dificilă sarcina apărătorilor de concentrarea a unităților necesare opririi ofensivei și de organizare a contraofensivei pentru restabilirea situației. Pe scurt, apărătorii nu dispuneau de aceleași avantaje de care se bucurau apărătorii de pe frontul de vest.
Liniile frontului de est s-au tot schimbat de-a lungul conflictului, și nu doar la începutul și sfârșitul bătăliilor, așa cum se întâmpla pe frontul de vest. De fapt, cea mai mare înaintarea a germanilor din întreg războiul a fost cea din vara anului 1915, de pe frontul de răsărit.

## Cronologie

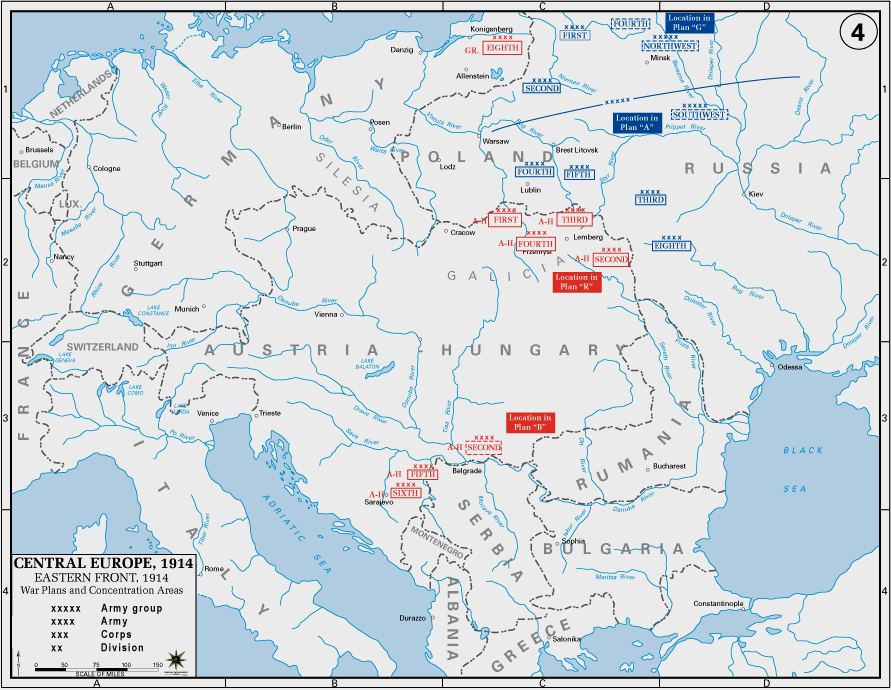
Frontul de răsărit în 1914

În momentul izbucnirii războiului, țarul Nicolae al II-lea și-a numit vărul, Marele duce Nicolae în funcția de comandant suprem. Deși era un bun comandant, Marele duce Nicolae nu a luat parte la conceperea planurilor de luptă, ceea ce a dus la un dezastru.
Războiul în răsărit a început cu încercarea armatei ruse de cucerire a provinciei germane Prusia Răsăriteană și a provinciei austro-ungare Galiția. Primele acțiuni din Prusia s-au terminat cu un dezastru (bătălia de la Tannenberg din august 1914). Ofensiva rusă din Galiția a fost oprită de Armata I Austro-Ungară, aflată sub comanda generalului Viktor Dankl (Bătălia de la Krasnik, august 1914). Un al doilea atac rus a fost însă un succes, forțele ruse reușind să cucerească aproape întreaga Galiție până la sfârșitul anului 1914. Armatele ruse de sub comanda generalilor Nicolai Ivanov și Alexei Brusilov au înfrânt armata austro-ungară în bătălia de la Lemberg și au început asediul Przemyślului, următoarea fortăreață pe drumul spre Cracovia.
Acest succes de început al rușilor din 1914 la granița austro-ungară a fost un motiv important de îngrijorare pentru Puterile Centrale și a dus la transferarea unor importante forțe spre frontul de est. Astfel a fost creată Armata a 9-a germană, destinată sprijinirii apărării austriecilor. La sfârșitul anului 1914, centrul de greutate al luptelor s-a mutat în Polonia centrală, la vest de râul Vistula. În octombrie, bătălia de pe râul Vistula, iar în noiembrie bătălia de la Łódź au asigurat câștiguri teritoriale neînsemnate pentru germani, dar i-au ținut pe ruși la o distanță liniștitoare de granițele austro-ungare.
Armatele ruse și austro-ungare au continuat să se lupte în zona Carpaților de-a lungul întregii ierni 1914-1915. Fortăreața Przemysl a rămas neocupată mult în spatele liniilor inamice, în timp ce rușii au ocolit-o pentru a se angaja în lupte cu trupele austro-ungare cât mai spre vest. Rușii au reușit să traverseze Carpații în februarie și martie 1915, dar înaintarea lor a fost oprită de trupele germane venite în ajutorul austriecilor. Între timp, asediul Przemyślului s-a încheiat la 22 Martie 1915 când fortăreața s-a predat, ceea ce a deschis forțelor rusești să înainteze prin trecătorile Carpaților și să ajungă în câmpiile ungare . 

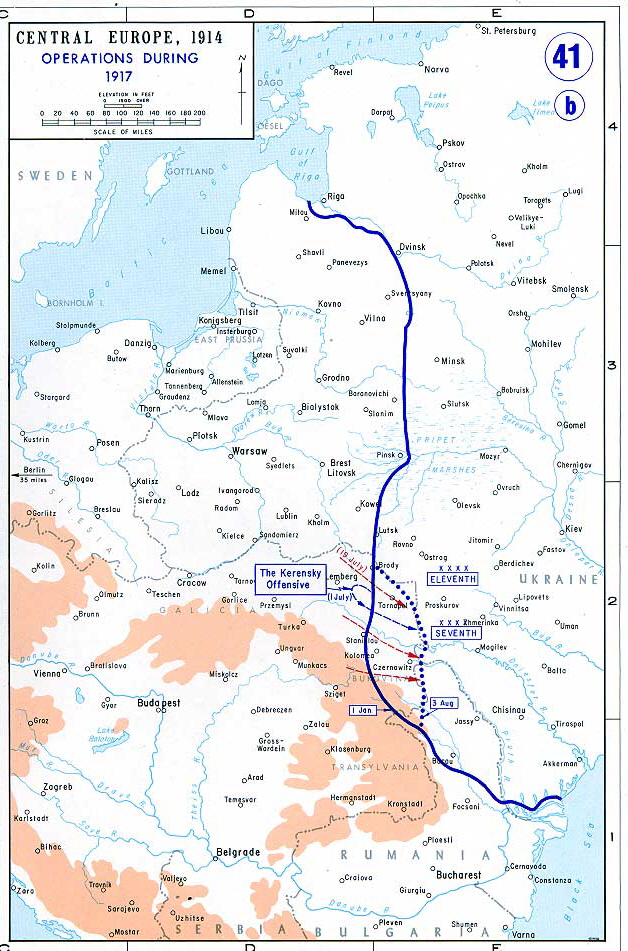
Frontul de răsărit în 1917

În ciuda acestor succese, eficiența armatei ruse a scăzut mereu datorită industriei militare insuficient dezvoltate, care nu reușea să țină pasul cu nevoile frontului. În plus, frontul de vest se stabilizase, iar comandamentul german a luat hotărârea să schimbe în 1915 centrul de greutate al efortului de război din apus pe frontul de răsărit și ca urmare a acestei decizii a transferat efective importante din vest în est.
Pentru a elimina amenințarea rusă, Puterile Centrale au început o campanie ofensivă în 1915. Puterile Centrale au obținut succese în cadrul ofensiva Gorlice-Tarnow în Galiția în mai. După a doua bătălie de la lacurile Mazuriene, trupele germane și austro-ungare de pe frontul de est au funcționat sub o comandă unificată. Ofensiva germano-austro-ungară s-a transformat rapid într-o înaintare generală, carea a produs retragerea strategică a rușilor. Până la mijlocul anului 1915, rușii fuseseră alungați din Polonia rusească, adică au fost alungați la sute de kilometri depărtare de granițele Puterilor Centrale, îndepărtând orice amenințare rusă de invazie în Germania sau Austro-Ungaria. La sfârșitul anului 1915, cea mai mare parte a frontului a ajuns pe un aliniament care nu s-a mai schimbat în mod semnificativ până la prăbușirea Imperiului Rus din 1917.
În 1916, rușii au încercat să declanșeze o contraofensivă de proporții sub conducerea generalului Alexei Brusilov. Atacul concentrat asupra porțiunii de front apărată de austro-ungari, a fost la început un succes spectaculos. Până în cele din urmă, un contraatac german victorios au oprit înaintarea rușilor.
În 1916, România a intrat în război de partea Antantei, dar succesul inițial a fost urmat de un șir de înfrângeri, provocate de atacurile concentrice ale germanilor, austro-ungarior, bulgarilor și turcilor.

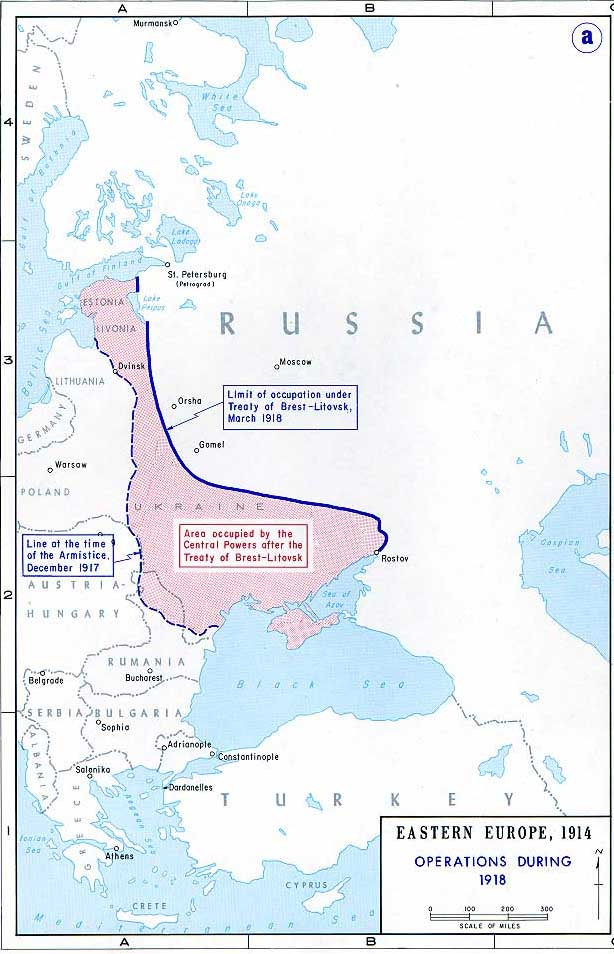
Teritoriile pierdute de Rusia după semanarea Tratatului de la Brest-Litovsk

În 1917, economia rusă s-a prăbușit datorită eforturilor de război, proastei organizări și nemulțumirilor populare. Deși echiparea armatei s-a îmbunătățit, lipsurile alimentare din cele mai importante orașe ale Rusiei au dus la numeroase mișcări populare de protest, ceea ce au provocat izbucnirea Revoluției din Februarie și abdicarea țarului Nicolae al II-lea. Numărul uriaș de soldați căzuți în luptă creat sentimente de nemulțumire și de nesupunere în rândul trupelor, sentimente care au fost exacerbate de agitatorii bolșevici, dar și de noua politică a guvernului provizoriu față de armată, (politică prin care ofițerii erau deposedați de numeroase dintre atribuțiile și puterile lor, puteri cedate sovietelor soldaților, dar și de abolirea pedepsei capitale). Ultima ofensivă a armatei ruse în acest război a fost ofensiva eșuată Kerenski din iulie 1917.
În noiembrie 1917, comuniștii bolșevici conduși de Vladimir Ilici Lenin au preluat puterea. Noul guvern bolșevic a încercat să pună capăt războiului în condiții echitabile, dar germanii pretindeau concesiuni formidabil de mari. Până la urmă, în martie 1918 a fost semnat tratatul de la Brest-Litovsk, iar frontul de răsărit a încetat să existe. Ieșirea din război a Rusiei a provocat înfrângerea României, care, rămasă practic înconjurată  de forțele inamice, fără aliatul său răsăritean, a fost obligată să semneze Pacea de la București din mai 1918. Totuși, prin sosirea forței expediționare americane, raportul de forțe de pe frontul de vest s-a schimbat în mod hotărâtor raportul de forțe în favoarea aliaților. Chiar și după ieșirea din război a Rusiei, cam un milion de soldați germani au rămas blocați în est până la sfârșitul războiului, încercând să securizeze proaspetele achiziții teritoriale ale Imperiului German. Până la urmă, Austro-Ungaria și Germania au pierdut teritoriile cucerite și altele în plus, după semnarea Tratatului de la Versailles.

## Costurile umane
- Pierderile rușilor în primul război mondial sunt dificil de estimat, în principal datorită calității slabe a serviciilor de statistică. Unele surse oficiale rusești declară 775.400 de soldați căzuți pe câmpul de luptă. Estimări rusești mai recente apreciază că aproximativ 900.000 de soldați au murit pe câmpul de luptă, iar aproximativ 400.000 au murit ca urmare a rănilor căpătate în luptă, ceea ce ridică totalul pierderilor la 1,3 milioane de soldați.
- Franța și Austro-Ungaria au pierdut aproximativ tot atâția soldați ca Rusia.
- Germania a pierdut cam două treimi din totalul pierderilor rusești.

- - În momentul în care s-a retras din război, în mâinile austriecilor și germanilor erau aproximativ 3,9 milioane de prizonieri de război ruși.
  - Armatele britanică, franceză și germană pierduseră în total 1,3 milioane de prizonieri de război.
  - Armata austro-ungară pierduse 2,2 milioane de prizonieri de război.